# Stećak
Stećak (chữ KirinSerbia: Стећак, [stetɕak]; số nhiều: Stećci, Стећци, [stetɕtsi]) là tên của những ngôi mộ đá thời Trung Cổ liên quan đến giáo phái Bogomil nằm rải rác khắp Bosnia và Herzegovina và tại biên giới của Croatia, Montenegro và Serbia. Ước tính có khoảng 60.000 mộ đá được tìm thấy ở Bosnia và Herzegovina hiện đại, 4.400 ở Croatia, 3.500 ở Montenegro, 2.100 ở Serbia và 3.300 địa điểm lẻ khác với hơn 90% trong số đó hư hại.
Xuất hiện vào giữa thế kỷ 12, với giai đoạn đầu tiên vào thế kỷ 13, các mộ đá đã đạt đến đỉnh cao vào thế kỷ 14 và 15 trước khi biến mất trong thời kỳ chiếm đóng của Ottoman vào đầu thế kỷ 16. Nó là truyền thống phổ biến của những người thuộc Giáo hội Bosnia và Chính thống giáo Đông phương và thường liên quan đến Người Vlach, tuy nhiên liên kết tôn giáo và dân tộc nguyên thủy ban đầu vẫn chưa được xác định. Các văn tự trên bia là chữ Bosnia Cyrillic đã tuyệt chủng. Một trong những khu vực được bảo tồn tốt nhất được đặt tên là Radimlja nằm ở tây bắc thị trấn Stolac, Bosnia và Herzegovina.
Các mộ đá Stećci đã được UNESCO công nhận là Di sản thế giới từ năm 2016. Nó bao gồm 4.000 stećci tại 28 địa điểm - 22 tại Bosnia và Herzegovina, 2 tại Croatia, 3 tại Montenegro và 3 tại Serbia.